# Foczka zwana Śnieżkiem
Foczka zwana Śnieżkiem / Przygody foczki zwanej Śnieżek / Przygody foczki zwanej Śnieżkiem (fr. Bibifoc, ang. Seabert) – francuski serial animowany. W Polsce serial był emitowany w Teleranku. 
Serial proekologiczny. Jeden z pierwszych poświęconych obronie przyrody. Propagowanie ochrony środowiska można znaleźć też w takich serialach animowanych jak: Kapitan Planeta i planetarianie, Widget, Ekoludki i Śmiecioroby oraz Latające misie.

## Obsada

### Dubbing francuski
- Jackie Berger jako Tommy
- Séverine Morisot jako Ayma (ang. Aura)

### Dubbing angielski
- Melissa Freeman jako Tommy
- Diana Ellington jako Aura

## Lista odcinków
| Nr | Tytuł polski                | Tytuł francuski        |
| -- | --------------------------- | ---------------------- |
| 01 |                             | La naissance           |
| 02 |                             | Le collier             |
| 03 |                             | Ayma                   |
| 04 |                             | L'iceberg              |
| 05 |                             | Radio danger           |
| 06 |                             | Le piège               |
| 07 |                             | L'appel des phoques    |
| 08 |                             | Tournebroche se repent |
| 09 |                             | Chantage               |
| 10 |                             | Le voyage              |
| 11 |                             | Les baleines           |
| 12 |                             | Les chasseurs          |
| 13 |                             | La chasse à la tortue  |
| 14 |                             | La grande nuit         |
| 15 |                             | Sous la glace          |
| 16 |                             | Le grand appel         |
| 17 |                             | L'enlèvement           |
| 18 |                             | L'usine                |
| 19 |                             | Safari                 |
| 20 |                             | Terre interdite        |
| 21 | Kłusownicy                  | Sauve qui peut         |
| 22 | Wspaniały niebieski proszek | La grande bleue        |
| 23 | Manipulacja                 | Manipulation           |
| 24 | Sabotaż                     | Sabotage               |
| 25 |                             | La grande question     |
| 26 |                             | La surprise            |
| 27 |                             | Les ravisseurs         |

- 28. Les désillusions du docteur
- 29. Le chamois
- 30. L'avalanche
- 31. Quelle traversée
- 32. La recherche
- 33. Le naufrage
- 34. L'iceberg
- 35. La licorne
- 36. Bibi-panthères
- 37. La grande chasse
- 38. Le sous-marin
- 39. A la recherche du yéti
- 40. Le lièvre blanc
- 41. L'avion blanc
- 42. Les photos
- 43. Le panda
- 44. La rançon
- 45. Chez les mayas
- 46. Le sanctuaire
- 47. Gare au gorille
- 48. Bibifoc fait le singe
- 49. Promenons-nous dans les bois
- 50. Gardez le garde
- 51. Tampon contre-attaque
- 52. Décontamination

Źródło:

## Wersja polska
Wersja wydana na VHS.
- Dystrybutor: Mada Video Film (wersja z angielskim dubbingiem i polskim lektorem).